# Andrea di Lazzaro Cavalcanti

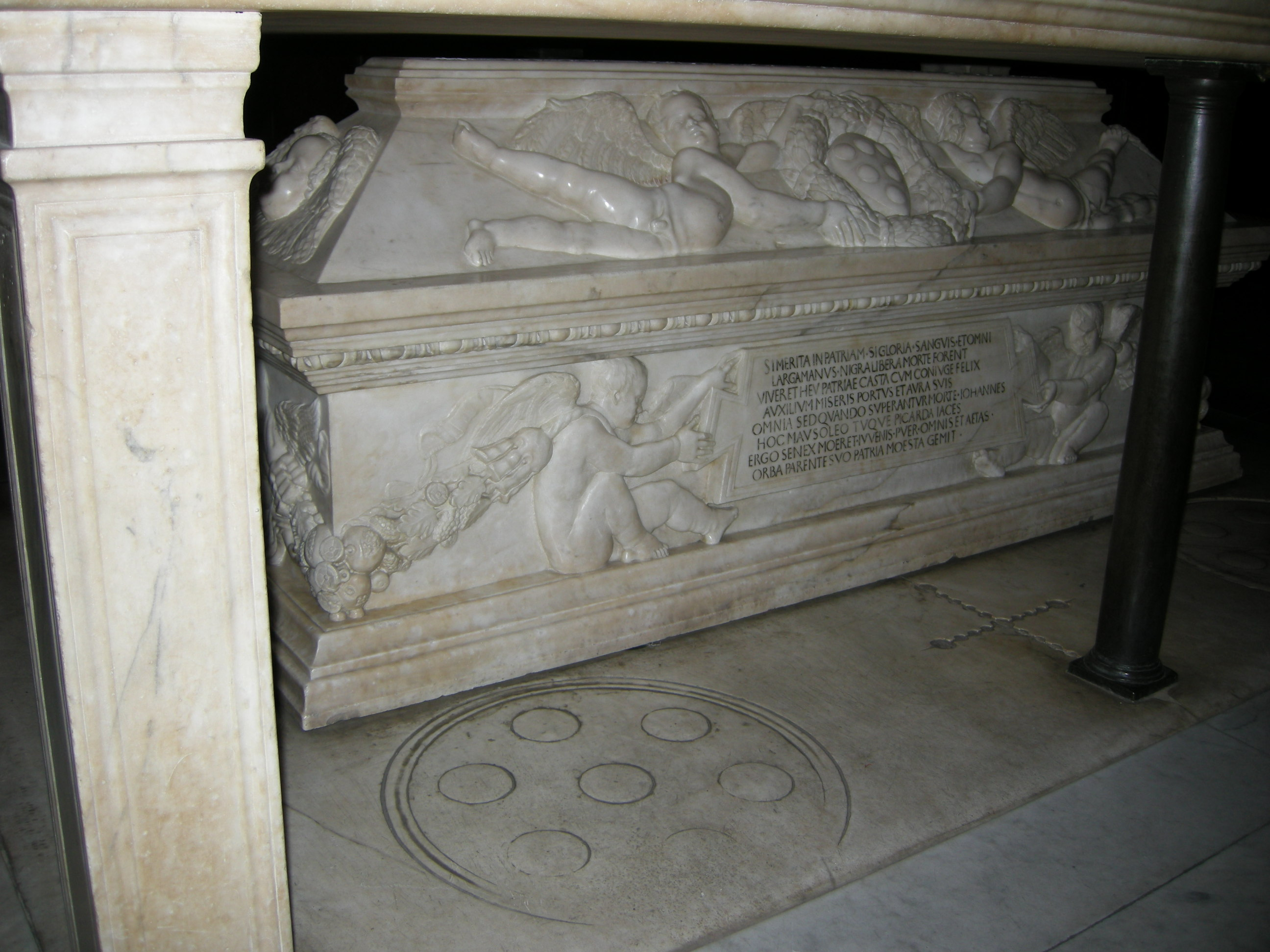
Andrea di Lazzaro Cavalcanti – Gravmonument åt Giovanni di Bicci och Piccarda Bueri, Gamla sakristian, Basilica di San Lorenzo, Florens

Andrea di Lazzaro Cavalcanti, även kallad Il Buggiano, född 1412 i Buggiano, död 21 februari 1462 i Florens, var en italiensk skulptör och arkitekt.
Cavalcanti var lärjunge till Filippo Brunelleschi, som gjorde honom till sin adoptivson. Han anslöt sig senare till Donatello och har bland annat utfört två sakristibrunnar i domen i Florens.